# I figli degli uomini
I figli degli uomini (Children of Men) è un film del 2006 diretto da Alfonso Cuarón. È una pellicola di fantascienza distopica tratta dall'omonimo romanzo della scrittrice britannica P. D. James.

## Trama
Regno Unito, novembre 2027. L'infertilità ha colpito come un'epidemia la specie umana, da 18 anni non nascono più bambini e la popolazione piange per l'assassinio di Baby Diego, l'ultimo essere umano nato sul pianeta, la persona più giovane del mondo, diventato una sorta di idolo mediatico. Theo, un ex attivista politico, è ormai rassegnato alla fine del genere umano, e gusta con gioia solo i momenti in cui fa visita all'amico Jasper, un ex vignettista politico che vive in un bosco, coltivando cannabis e accudendo la moglie, ex giornalista d'assalto diventata catatonica per le torture subite in passato.
Un giorno Theo viene rapito dai Pesci, un gruppo terroristico che si batte per i diritti degli immigrati. La leader dei Pesci ed ex moglie di Theo, Julian, chiede all'ex marito di procurare un lasciapassare per un'immigrata speciale, Kee. Theo lo ottiene grazie al cugino Nigel, che gestisce l'Arca delle arti, dove vengono conservati i beni artistici, per salvarli dalle mani del mondo in guerra, ma l'uomo è costretto ad accompagnare la ragazza nel suo viaggio verso la nave Domani, che la traghetterà verso la salvezza del Progetto umano.
Nel primo tratto del lungo viaggio, Julian rimane uccisa in un agguato ai danni dell'auto su cui viaggiava il gruppo, e Kee, senza più appigli sicuri, si affida a Theo e lo esorta ad accompagnarla nel viaggio, confidandogli il suo segreto: la ragazza è incinta. Theo si rende conto immediatamente dell'importanza di questa gravidanza, davvero unica, decidendo di proteggere la ragazza. La notte stessa scopre che Julian è stata uccisa dagli stessi Pesci, e che essi intendono sbarazzarsi anche di lui ed usare il bambino a fini politici. Theo fugge con Kee e Miriam, una ex-ostetrica, dal gruppo terroristico, e si rifugia da Jasper, grazie al quale riesce a trovare un passaggio sino al campo profughi di Bexhill, da dove potrà raggiungere la nave.
La mattina successiva i Pesci giungono da Jasper. L'uomo riesce a far fuggire Theo, Kee e Miriam appena in tempo, ma viene ucciso a sangue freddo dai membri del gruppo. All'arrivo al campo, Miriam viene separata dagli altri due, che trovano un rifugio in una stanza, dove la ragazza partorisce una bambina. A Bexhill esplode una rivolta; i Pesci ne approfittano per entrare nel campo e riprendersi la ragazza. Nonostante gli scontri a fuoco tra esercito e ribelli e la minaccia del gruppo terroristico, Theo riesce a ritrovare la ragazza e a portarla in salvo, unitamente alla figlia. I due raggiungono con una barca, tramite le fogne, il mare aperto, raggiungendo la boa al largo che segna il punto d'incontro con la nave. Mentre questa si sta avvicinando, Theo, ferito da un colpo d'arma da fuoco, si accascia e muore, felice di aver compiuto la sua missione.

## Colonna sonora
La colonna sonora comprende anche il brano The Court of the Crimson King dei King Crimson, la versione di Ruby Tuesday dei Rolling Stones incisa da Franco Battiato nel suo album Fleurs e la canzone Bring on the Lucie (Freeda Peeple) di John Lennon.

## Distribuzione
Il film fu proiettato in anteprima al Festival del cinema di Venezia il 3 settembre 2006 e distribuito nelle sale britanniche il 22 settembre 2006, mentre in quelle italiane il 17 novembre.

## Accoglienza

### Incassi
A livello globale il film ha incassato 70595464 $, di cui 2186412 $ in Italia.

### Critica
Il film ha ricevuto un ottimo riscontro della critica. Sul sito Rotten Tomatoes ha il 92% di pareri positivi con un punteggio medio di 8,1/10 sulla base di 257 recensioni ed è definito "un fantastico racconto ammonitore e un sofisticato dramma umano sulle società che lottano per vivere" . Su Metacritic invece riporta un punteggio pari a 84 su 100, con un totale di 38 recensioni.

## Riconoscimenti
- 2006 – Mostra internazionale d'arte cinematografica di Venezia
  - Osella d'oro a Emmanuel Lubezki
- 2007 - Premio BAFTA
  - Migliore fotografia a Emmanuel Lubezki
  - Migliore scenografia a Geoffrey Kirkland, Jim Clay e Jennifer Williams
  - Candidatura per i migliori effetti speciali a Frazer Churchill, Timothy Webber, Mike Eames e Paul Corbould
- 2007 - Premio Oscar
  - Candidatura per la migliore sceneggiatura non originale a Alfonso Cuarón, Timothy J. Sexton, David Arata, Mark Fergus e Hawk Ostby
  - Candidatura per il miglior montaggio a Alfonso Cuarón e Alex Rodríguez
  - Candidatura per la migliore fotografia a Emmanuel Lubezki
- 2007 - Saturn Award
  - Miglior film di fantascienza
  - Candidatura come miglior regista a Alfonso Cuarón
  - Candidatura come migliore attore protagonista a Clive Owen